# Benjamin Kololli
Benjamin Kololli, né le 15 mai 1992 à Aigle en Suisse, est un footballeur international kosovar, qui évolue au poste de milieu offensif au sein du FC Sion.

## Biographie

### Carrière en club

#### FC Biel-Bienne (2015-2016)
En juillet 2015, il signe un contrat d’un an avec option au FC Biel-Bienne.
En 2016, le club le libère de son contrat après la mise en faillite du FC Bienne ce printemps.

##### Prêt au BSC Young Boys (2016)
En janvier 2016, le FC Biel-Bienne le prête, avec option d'achat, jusqu'à la fin de la saison au BSC Young Boys.
En février 2016, il s'est déchiré les ligaments de la cheville gauche samedi dans les derniers instants du match à Vaduz. Le joueur offensif de 23 ans devrait être absent pendant environ trois semaines.
En mai 2016, le club ne lève pas l'option d'achat et quitte le club à la fin de la saison.

#### FC Lausanne-Sport (2016-2018)
En juin 2016, il rejoint le club où il a signé pour 3 ans.

#### FC Zurich (2018-2021)
Le 21 juillet 2018, il s'engage pour trois saisons avec le FC Zurich,.

#### Shimizu S-Pulse (2021-2023)
En juillet 2021, il signe un contrat de 2 ans avec Shimizu S-Pulse qui évoluait en 1ère division japonaise.
Il quitte le club après ses 2 ans et demi de contrat.

#### FC Bâle (2024)
En décembre 2023, il retrouve la Suisse et la Super League en signant au FC Bâle, il y a signé un contrat d'une saison et demi .
Fin décembre 2024, le club annonce son départ pour un autre club de Super League.

#### Retour au FC Sion (depuis 2024)
Le 27 décembre 2024, il retourne au FC Sion, après y avoir joué de 2013 à 2015, il signe un contrat jusqu'en juin 2026.

### Carrière en sélection
Benjamin Kololli joue son premier match avec l'équipe du Kosovo le 12 novembre 2016 face à la Turquie, lors des éliminatoires de la Coupe du monde 2018 (défaite 2-0 à Antalya).